# برف‌دانه
برای کاربردهای دیگر برف‌دانه (ابهام‌زدایی) را ببینید
برف‌دانه یا گویچه‌برف اشاره به بارش اشکالی از قطره‌های آب منجمد شده‌است که شبیه دانه‌های برف می‌باشند. برف‌دانه تگرگ محسوب نمی‌شوند، هر چند گاهی با نام تگرگ ریز از آن یاد می‌شود. با این‌حال سازمان جهانی هواشناسی برف‌دانه را گلوله‌های کوچک برفی پوشیده شده با یخ توصیف نموده‌است که توصیفی مابین توصیف برف‌دانه و تگرگ می‌باشد.